# Алексеевка (Катериновская сельская община)
Алексе́евка (укр. Олексі́ївка) — село в Катериновской сельской общине Кропивницкого района Кировоградской области Украины.
Население по переписи 2001 года составляло 425 человек. Почтовый индекс — 27614. Телефонный код — 522. Код КОАТУУ — 3522580601.